# Museu A Cidade do Açúcar
O Museu A Cidade do Açúcar é um museu dedicado à memória do período áureo do Ciclo do Açúcar na ilha da Madeira, evidenciando as suas influências culturais e artísticas. Localiza-se no coração do centro histórico do Funchal, na freguesia da Sé.
O museu foi inaugurado a 15 de Junho de 1996.

## Características
Este núcleo museológico evidencia as influências culturais e artísticas que o período histórico do Ciclo do Açúcar (séculos XV e XVI) trouxe à ilha da Madeira.
O acervo exposto no museu inclui achados de escavações arqueológicas, realizadas em 1989, às casas do produtor e negociante flamengo, João Esmeraldo, um Pão de Açúcar, Formas de açúcar, pinturas e esculturas flamengas, um raro conjunto de medidas manuelinas, contadores, objetos em prata lavrada com o brasão de armas da cidade, peças proveniente do Oriente, entre as quais figuram dois exemplares de porcelana chinesa do século XVII, de elevada qualidade técnico-artística. Objetos estes que testemunham as relações comerciais entre a Madeira e o resto da Europa.